# Zeiningen
Zeiningen (schweizerdeutsch: ˈtsæinigə) ist eine Einwohnergemeinde im Schweizer Kanton Aargau. Sie gehört zum Bezirk Rheinfelden, liegt im Westen der Region Fricktal rund drei Kilometer südwestlich der Grenze zu Deutschland und grenzt an den Kanton Basel-Landschaft.

## Geographie
Das Dorf liegt am Möhlinbach, an der Stelle, wo das schmale Möhlintal in die weite Lössebene des Rheins austritt. Im Nordosten besitzt Zeiningen einen grossen Anteil am Möhliner Feld. Dabei handelt es sich um eine Endmoräne, die während der Riss-Eiszeit vor rund 140'000 Jahren entstand und den nordwestlichsten Punkt der alpinen Vergletscherung bildete. Bedingt durch die Erosion entstand eine erhöht liegende ausgedehnte Ebene, die zum Möhlintal hin rund 50 Meter abfällt. Beim Rückzug des Gletschers bildete sich der kleine Ägelsee. Das Möhliner Feld gilt als «Kornkammer» des Fricktals.
Das Möhlintal verläuft von Südosten nach Nordwesten und wird von steil aufragenden Ausläufern des Tafeljuras begrenzt. Östlich des Dorfes liegt der Zeiningerberg (571 m ü. M.), auf dessen abgeflachter Kuppe sich der markante «Bönistein» befindet. Der ganz im Osten liegende Spitzgraben trennt den Zeiningerberg vom Chriesiberg. Westlich des Dorfes erhebt sich der 636 Meter hohe Sonnenberg, dem der Kleine Sonnenberg (571 m ü. M.) vorgelagert ist. In Richtung Süden erstreckt sich das zwei Kilometer lange Seitental des Maienbächli, das von den steilen Hängen des Schönenbergs (599 m ü. M.) und des Felsenhaus (582 m ü. M.) begrenzt wird.
Die Fläche des Gemeindegebiets beträgt 1137 Hektaren, davon sind 502 Hektaren bewaldet und 137 Hektaren überbaut. Der höchste Punkt liegt auf 599 Metern auf der Hochfläche des Schönenbergs, der tiefste auf 320 Metern am Möhlinbach. Das Gemeindegebiet von Zeiningen ist Teil des Juraparks Aargau, einem «Regionalen Naturpark von nationaler Bedeutung». Nachbargemeinden im Aargau sind Möhlin im Nordwesten, Wallbach im Nordosten, Mumpf im Osten und Zuzgen im Südosten. Nachbargemeinden im Kanton Basel-Landschaft sind Buus im Süden und Maisprach im Südwesten.

## Geschichte
Ausgrabungen beim «Bönistein», einer mächtigen Felskuppe an der Ostkante des Zeiningerbergs, haben ergeben, dass vor mehr als 10'000 Jahren während der Mittelsteinzeit Jäger und Sammler in dieser Gegend gelebt haben. Der Bönistein ist als Kulturgut von nationaler Bedeutung eingestuft. Nach dem Ende der römischen Herrschaft vermischten sich die Alamannen mit den romanisierten Raurikern. Es wird angenommen, dass das Kloster Säckingen hier bereits im 7. Jahrhundert Güter besass.
Die erste urkundliche Erwähnung von Ceînigen erfolgte im Jahr 1222. Der Ortsname stammt vom althochdeutschen Zeiningun und bedeutet «bei den Leuten des Zeino». Landesherren waren zunächst die Grafen von Homberg-Tierstein, ab 1232 die Habsburger, die nach dem Waldshuterkrieg von 1468 das gesamte Fricktal an Burgund verpfändeten. Als die Burgunder von den Eidgenossen während der Burgunderkriege vernichtend geschlagen worden waren, kam Zeiningen 1477 wieder unter österreichische Herrschaft.
Nach der Reichsreform des österreichischen Kaisers Maximilian I. im Jahr 1491 gehörte Zeiningen zu Vorderösterreich und lag in der Landschaft Möhlinbach, einer untergeordneten Verwaltungseinheit der Kameralherrschaft Rheinfelden. 1586 zerstörte ein Brand zwanzig Häuser. Im 17. Jahrhundert gab es kaum längere Friedenszeiten. Der Rappenkrieg, ein Bauernaufstand, dauerte von 1612 bis 1614. Der Dreissigjährige Krieg, der zwischen 1633 und 1638 auch das Fricktal erfasste, warf das Dorf in seiner wirtschaftlichen Entwicklung zurück. Auch während des Pfälzischen Erbfolgekriegs (1688–1697) zogen fremde Truppen durch die Region.

Historisches Luftbild von Werner Friedli von 1954

1740 zerstörte ein weiterer Grossbrand 40 Häuser. 1797 wurde das Fricktal nach dem Frieden von Campo Formio ein französisches Protektorat. Während des Zweiten Koalitionskriegs verlief hier die Frontlinie zwischen den Armeen Frankreichs und Österreichs. Am 20. Februar 1802 wurde Zeiningen eine Gemeinde im Distrikt Rheinfelden des Kantons Fricktal, der sich im August der Helvetischen Republik anschloss. Seit dem 19. Februar 1803 gehört die Gemeinde zum Kanton Aargau.
In der zweiten Hälfte des 19. Jahrhunderts wanderten Dutzende verarmter Dorfbewohner aus. Hauptgrund war der Konkurs der «Zeininger Bohrgesellschaft», die zwischen 1850 und 1890 am Sonnenberg und am Zeiningerberg vergeblich nach Steinkohle gesucht hatte. Viele hatten ihre Ersparnisse in Anteilsscheine investiert, die sich dann als völlig wertlos herausstellten. 1869 sollte Zeiningen 50'000 Franken an den Bau der Bözbergbahn zahlen; als die Linienführung nachträglich geändert wurde, verweigerte die Gemeinde jedoch den Betrag. Während des 20. Jahrhunderts wandelte sich Zeiningen allmählich von einer Bauern- zu einer Wohngemeinde in der Agglomeration Basel. Seit Beginn der 1970er Jahre ist die Bevölkerungszahl um über zwei Drittel angestiegen.

## Wappen
Die Blasonierung des Gemeindewappens lautet: «In Gelb auf grünem Dreiberg grüner Rebstock mit vier blauen Trauben und drei grünen Blättern an braunem Rebstecken.» Auf einer Glasscheibe, die 1776 geschaffen wurde und in der Pfarrkirche St. Agatha zu sehen ist, erscheint die älteste bekannte Variante des Wappens. Mit der Zeit änderte sich die Schildfarbe von Blau zu Rot und schliesslich 1953 zu Gelb. Der braune Farbton widerspricht den heraldischen Farbregeln; dennoch lehnte die Gemeindeversammlung 2002 eine Korrektur ab.

## Sehenswürdigkeiten
Die Pfarrkirche St. Agatha wurde erstmals 1236 erwähnt. 1776 entstand ein Neubau im spätbarocken Stil, der heute unter eidgenössischem Denkmalschutz steht. 1930/32 wurde die Kirche erweitert und erhielt einen neuen Turm. 1972/75 erfolgte eine umfassende Renovation.

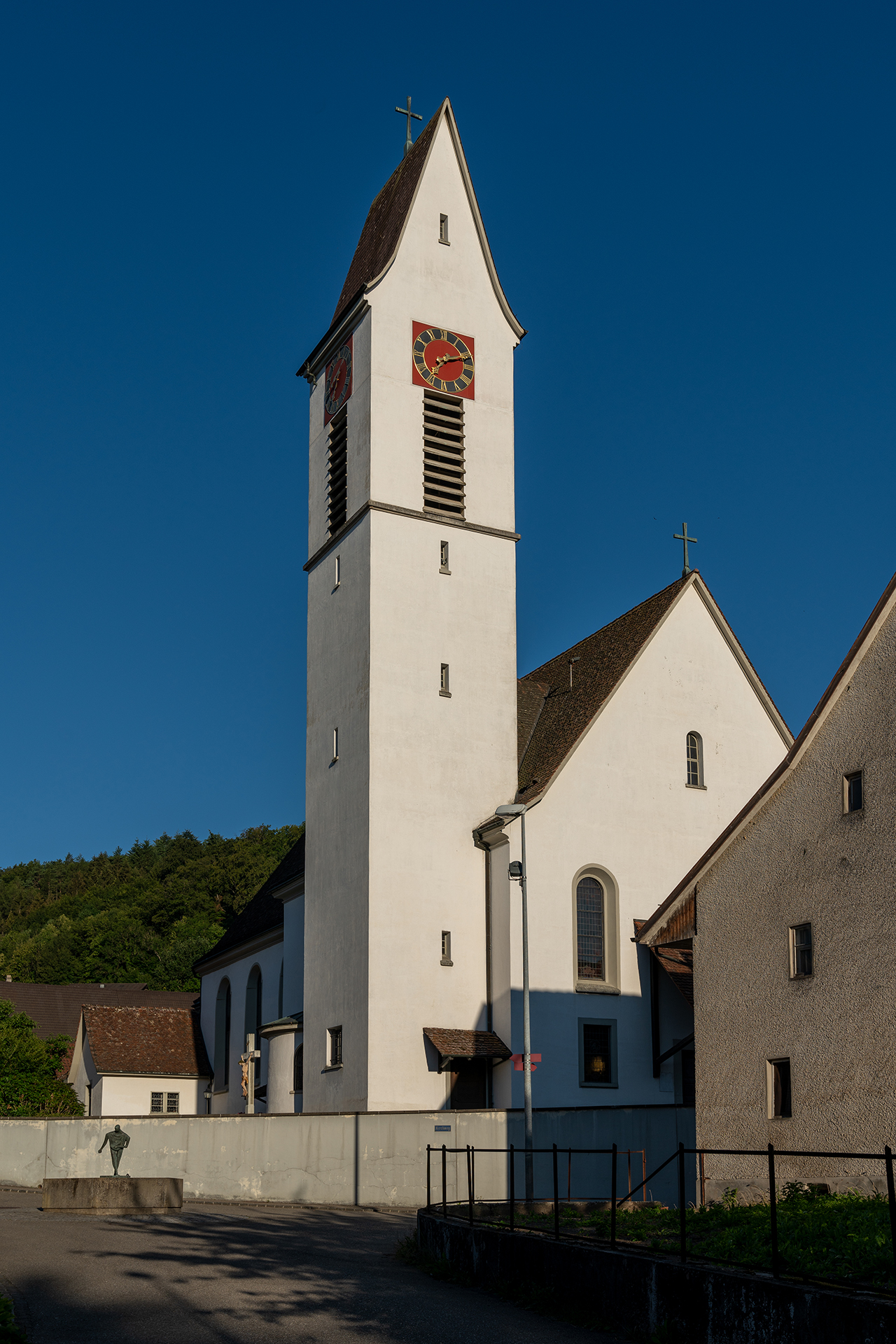
Kirche St. Agatha
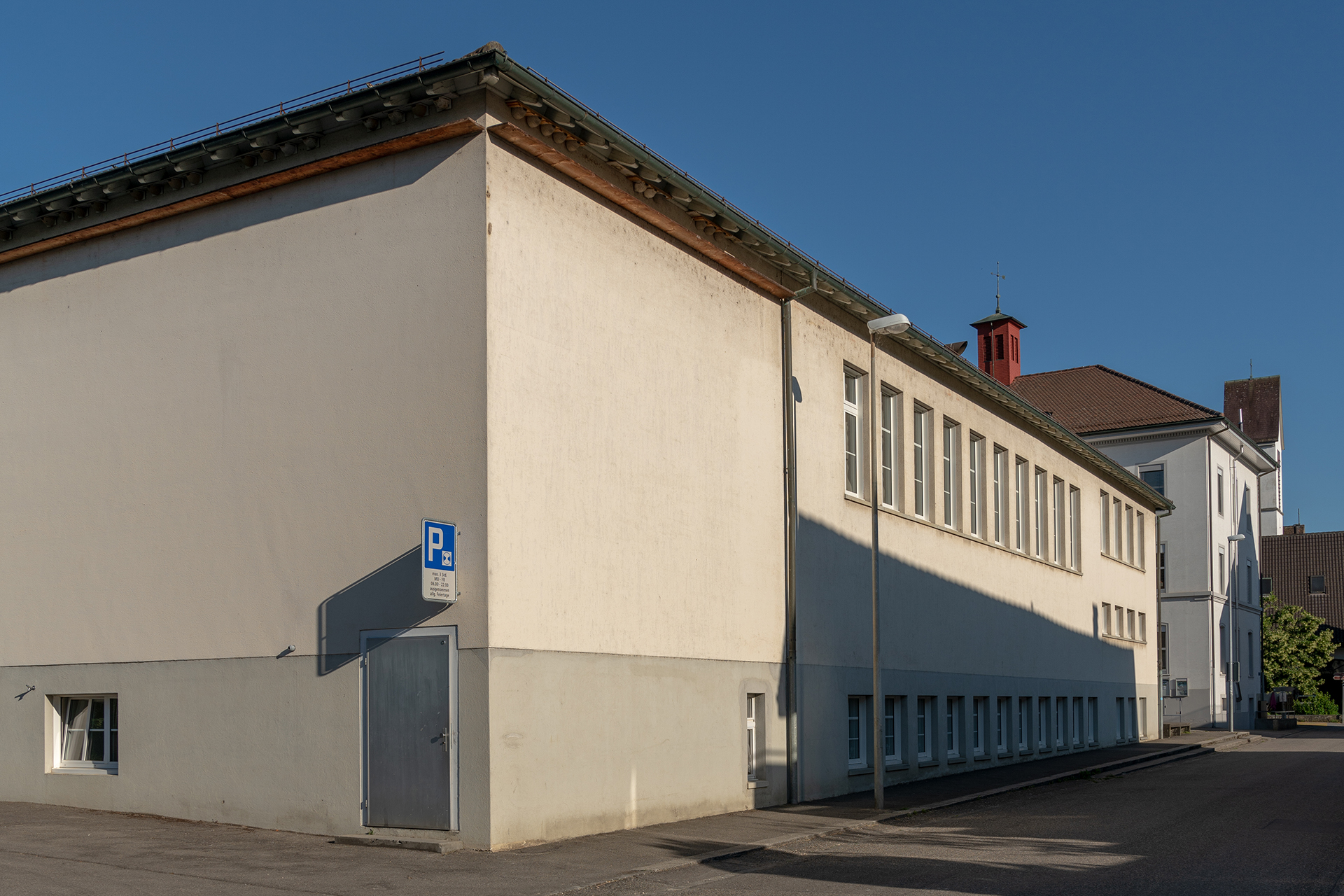
Alte Turnhalle und altes Dorfschulhaus
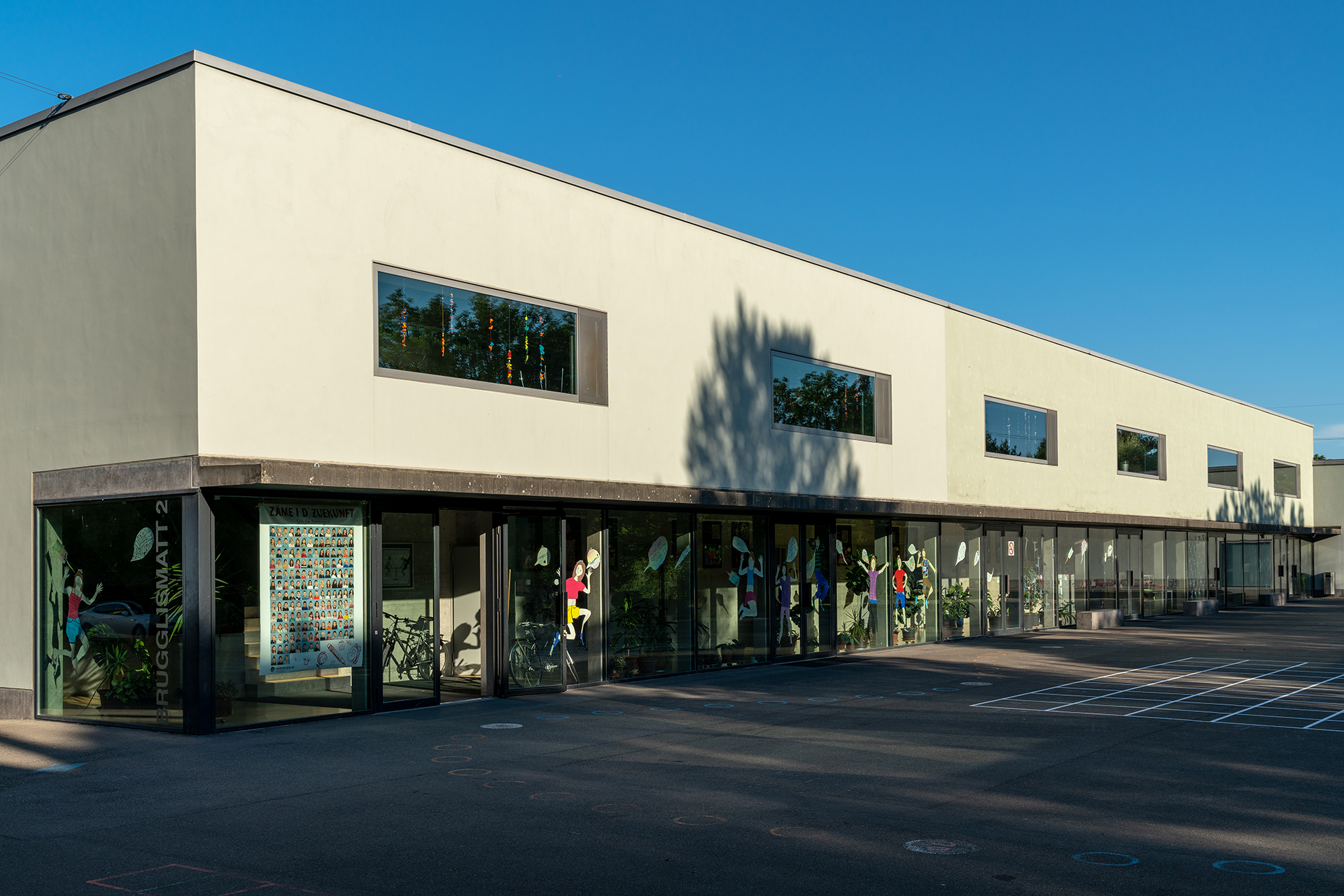
Schulhaus Brugglismatt
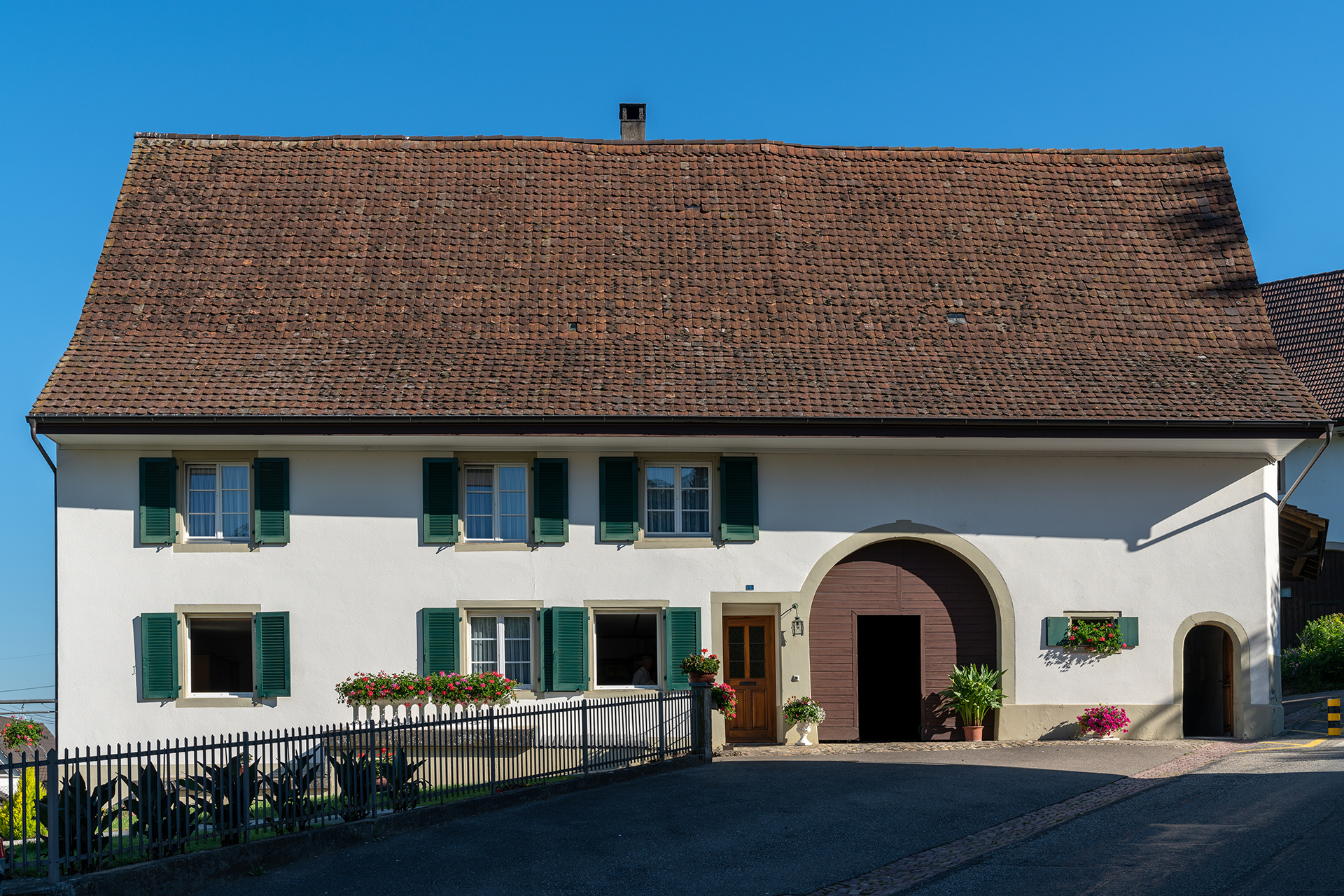
Bauernhaus
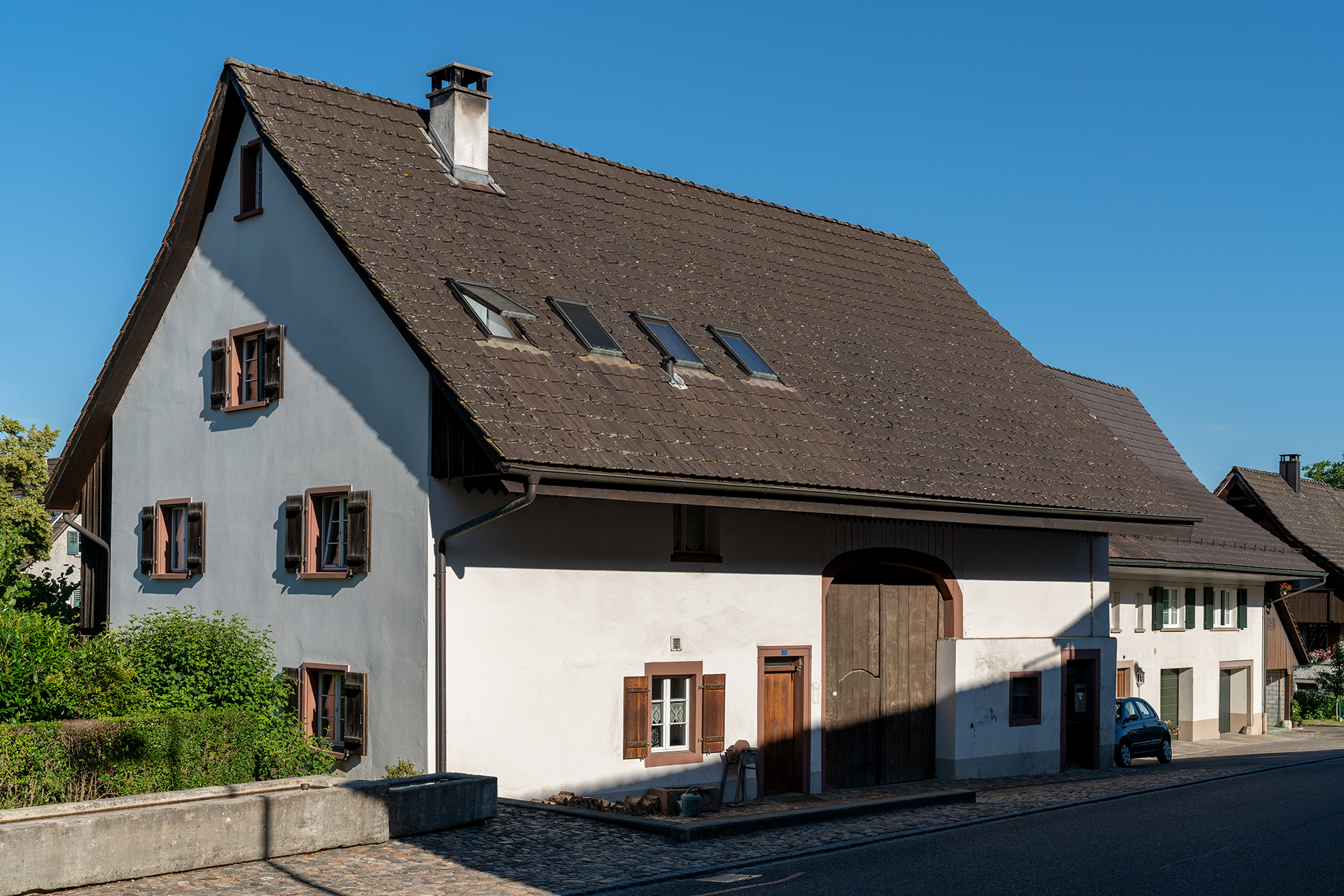
Bauernhaus

## Bevölkerung
Die Einwohnerzahlen entwickelten sich wie folgt:
| Jahr      | 1768 | 1850 | 1900 | 1930 | 1950 | 1960 | 1970 | 1980 | 1990 | 2000 | 2010 | 2020 |
| Einwohner | 650  | 983  | 953  | 986  | 1043 | 1086 | 1201 | 1335 | 1611 | 1797 | 2218 | 2400 |

Am 31. Dezember 2023 lebten 2547 Menschen in Zeiningen, der Ausländeranteil betrug 19,7 %. Bei der Volkszählung 2015 bezeichneten sich 41,5 % als römisch-katholisch, 19,7 % als reformiert und 3,0 % als christkatholisch; 35,8 % waren konfessionslos oder gehörten anderen Glaubensrichtungen an. 94,3 % gaben bei der Volkszählung 2000 Deutsch als ihre Hauptsprache an, 1,5 % Albanisch, 1,1 % Italienisch und 0,8 % Englisch.

## Politik und Recht

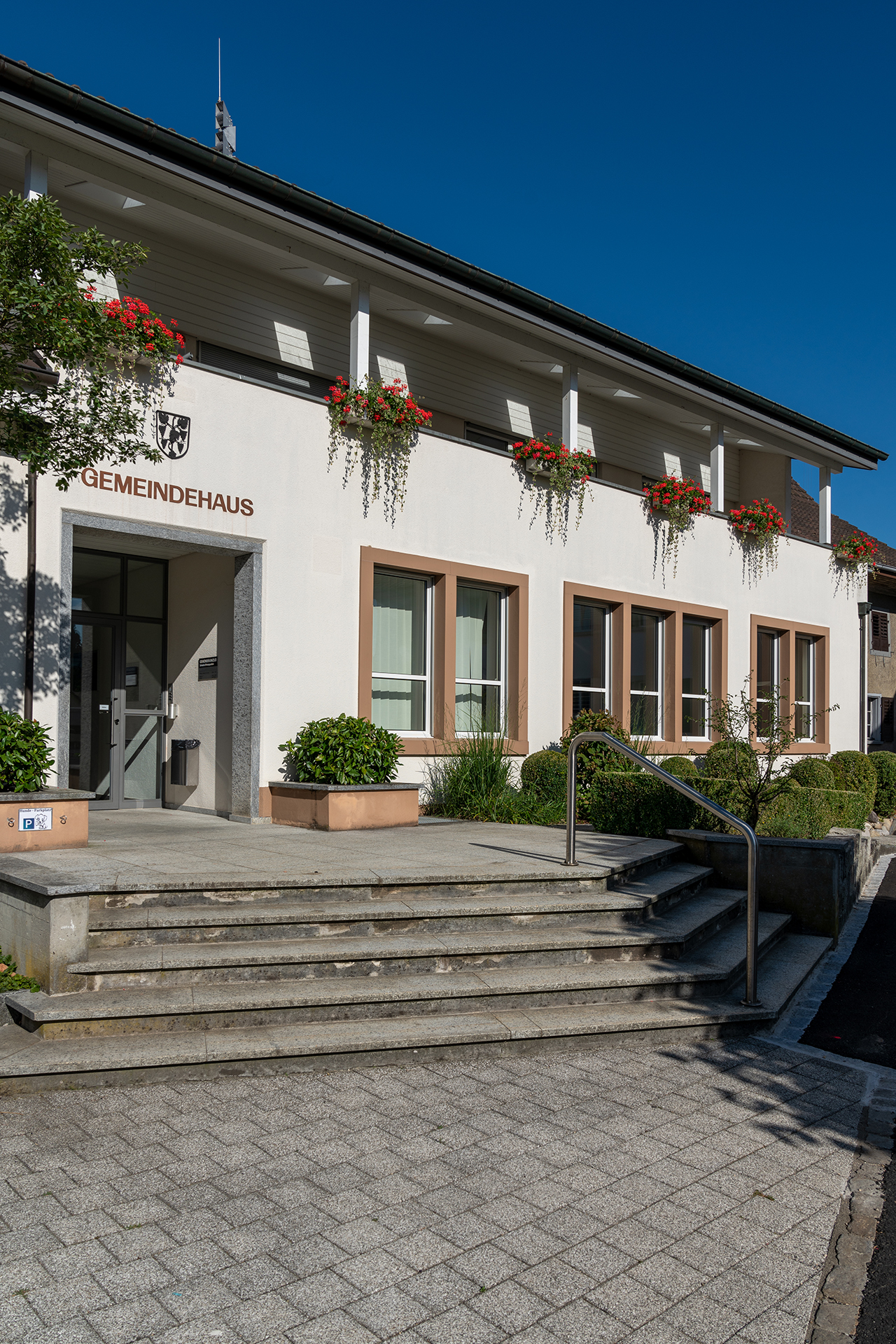
Gemeindehaus

Die Versammlung der Stimmberechtigten, die Gemeindeversammlung, übt die Legislativgewalt aus. Ausführende Behörde ist der fünfköpfige Gemeinderat. Er wird im Majorzverfahren vom Volk gewählt, seine Amtsdauer beträgt vier Jahre. Der Gemeinderat führt und repräsentiert die Gemeinde. Dazu vollzieht er die Beschlüsse der Gemeindeversammlung und die Aufgaben, die ihm vom Kanton zugeteilt wurden. Für Rechtsstreitigkeiten ist in erster Instanz das Bezirksgericht Rheinfelden zuständig. Zeiningen gehört zum Friedensrichterkreis XIV (Rheinfelden).

## Wirtschaft
In Zeiningen gibt es gemäss der im Jahr 2015 erhobenen Statistik der Unternehmensstruktur (STATENT) rund 560 Arbeitsplätze, davon 12 % in der Landwirtschaft, 20 % in der Industrie und 68 % im Dienstleistungssektor. Industriebetriebe sind im Metallbau, in der Elektrotechnik und in der Messtechnik tätig. Die meisten Erwerbstätigen sind Wegpendler und arbeiten in den grösseren Gemeinden des Fricktals und in der Agglomeration der Stadt Basel.
Seit jeher von grosser Bedeutung ist der Weinbau. Am Südwesthang des Zeiningerbergs war im Jahr 2018 eine Fläche von 4,6 Hektaren mit Reben bestockt. Angebaut werden über ein Dutzend verschiedene Sorten, wobei Blauburgunder, Riesling × Sylvaner und Sauvignon Blanc überwiegen.

## Verkehr
Zeiningen liegt etwas mehr als einen Kilometer südlich der Hauptstrasse 3 zwischen Basel und Zürich. Durch das Dorf führt die Kantonsstrasse 494 in den oberen Teil des Möhlintals. Der nächstgelegene Anschluss der Autobahn A3 befindet sich bei Rheinfelden. Die Autobahn überquert unmittelbar am nördlichen Dorfrand auf einem Viadukt das Möhlintal. Die Anbindung an das Netz des öffentlichen Verkehrs erfolgt durch eine Postautolinie vom Bahnhof Möhlin nach Wegenstetten. An Wochenenden verkehrt ein Nachtbus von Möhlin durch das Möhlintal und das Fischingertal zurück nach Möhlin.

## Bildung
Die Gemeinde verfügt über einen Kindergarten und zwei Schulhäuser, in denen die Primarschule unterrichtet wird. Die Bezirksschule und die Realschule können in Möhlin besucht werden, die Sekundarschule in Wegenstetten. Aufgrund einer interkantonalen Vereinbarung können Jugendliche aus Teilen des Fricktals das Gymnasium in Muttenz (Kanton Basel-Landschaft) oder in Basel absolvieren.

## Persönlichkeiten
- Roland Brogli (1951–2017), Regierungsrat (CVP)
- Bernhard Burgener (* 1957), Medienunternehmer, ehemaliger Präsident FC Basel, lebt in Zeiningen
- Peter Gasser (* 1947), Fotograf